# Anders Drake
Anders Drake, född i Göteborg omkring 1699, död där 29 augusti 1764, var en svensk handelsman och amiralitetskommissionär.
Anders Drake var son till soldaten, senare borgaren i Göteborg Olof Drake. Som ung begav han sig 1718 till Gävle där han trädde i tjänst hos Hugo Hamilton men återkom efter några år till Göteborg. Där vann han burskap som timmerman 1723. Han kom dock främst att syssla med trävaruhandel. 1735 fick han hand om transporten av ek till kronans förråd vid Nya varvet, och kom här att engagera sig för öppnandet av en tidigare brukad flottled genom kungsådran i Viskan och lyckades utverka order om att hålla den öppen vid riksdagen 1738-1739, varpå han 1740 erhöll kontrakt på att verkställa flottningen under en tioårsperiod. Troligen samma år erhöll han titeln amiralitetskommissionär och upphandlingskommissarie. Drake engagerade sig även starkt för att hindra olovligt fällande av ekvirke.
Drake engagerade sig även i bryggeri- och brännerirörelse, 1739-1748 var han ålderman för bryggargillet i Göteborg. Sin förmögenhet nedlade han till stora delar i byggnader längs Västra Hamngatan.
Då regeringen utfärdade ett förbud mot import av tegel 1735, bildade Drake ett bolag för att anlägga ett eget tegelbruk på Ranängen. Bolaget hade dock svårt att konkurrera med det gamla av Göteborgs magistrat drivna tegelbruket, men tack vare stöd av landshövdingen Bengt Johansson Ribbing lyckades man 1738 tvinga magistraten att auktionera ut sitt tegelbruk, varvid Drake köpte detta och därigenom göra sig till innehavare av båda tegelbruken. Då arrendetiden löpte ut 1741 lyckades dock magistraten återfå kontrollen av tegelbruket, något som dock Drake protesterade mot, och med landshövdingens stöd återtog han kontrollen av bruket. Efter en begäran hos Kunglig Majestät fick borgerskapets deputerade kontrollen över tegelbruket.
Vid denna tid fanns dock ett starkt missnöje mot både magistraten och borgerskapets deputerade, som menades inte fullgöra sitt uppdrag som representanter för borgarna, i synnerhet bland de "ringare" borgerskapet. På en allmän rådstuga 23 januari 1742 kritiserade Anders Drake starkt de deputerade. I juni samma år gjorde han ett försök att med våld tränga sig in bland de deputerade.
Drakes missnöje mot makthavarna ökade ytterligare bland annat på grund av den rättegång i Mölndal då ett flertal bönder åtalades för att ha gjort motstånd mot utskickade myndighetspersoner som letade efter lönnbrännare, då bland annat den lokalt mycket aktade Gunnar Larsson dömdes till döden. Göta hovrätt ogillade domen, men Gunnar Larsson hade då redan avlidit i fängelset. Anders Drake följde med intresse förhandlingarna under riksdagen 1742-1743 och stödde bland annat en ökning av kontributionerna från adeln. I successionsfrågan stödde han det danskvänliga partiet som ville utse danske kronprinsen till tronföljare.
Det var dock först i samband med rapporter om ryska flottans färd förbi Hangö och Dalupproret som han öppet visade sina åsikter. 11 juni 1743 framlade han förslaget att Göteborgs stad med 20000 daler borde understödja dalkarlarna, och på allmän rådstuga 23 juni framträdde Drake med stöd av handlarna Olof Wengren, Peter Ekman och Niklas Jakobsson med en skrift där han klagade över de olyckor som drabbat folket, riksdagsmännens försumlighet och förordade valet av den danske kronprinsen Fredrik till tronföljare. Trots motståndet mot beslutet från magistraten vann Anders Drake och hans grupp stöd hos borgerskapet. Vid ett följande beslut 25 juni beslöt de deputerade endast att avvakta nästa postdag med att översända sitt beslut till riksdagsmännen.
Innan dess fick man dock besked om dalkarlarnas nederlag i Stockholm och Adolf Fredriks val till tronföljare. Den danskvänliga gruppen i Göteborg gav dock inte saken förlorad, i stället sände man ombud till Köpenhamn, där man framlade en plan för staden besittningstagande för dansk räkning. De utskickade återvände med uppgift att försöka vinna stöd hos stadens garnison och att försöka hindra en mobilisering av Bohusläns dragonregemente. 19 augusti vägrade borgarna i Göteborg att utföra några förstärkningsarbeten på fästningarna förrän Kunglig Majestät utfärdat order om detta. Man lyckades vinna stöd åtminstone hos vissa officerare, bland soldaterna från Värmland och bönderna i Bohuslän visade stöd för tanken.
3 september 1743 gjorde Drake ett misslyckat försökt att tränga sig in bland de deputerade. Två dagar senare försökte han tränga sig in hos borgmästaren Johan Paul Paulin. 15 september arresterades Drake av landshövdingen, samma dag som hans vän Olof Wengren satt i hemliga förhandlingar med den danske generalen Hans Jacob von Arnold.
Drakes arrestering väckte stor uppmärksamhet. Man kunde dock inte påträffa några komprometterande uppgifter bland hans beslagtagna korrespondens, och vid den rätt som i december 1743 började rannsaka honom kunde man inte fälla honom, och sommaren 1744 släpeten han. Under fångenskapen drabbades hans affärer allvarligt, något som dock inte tycktes bekomma Drake, som fortsatte försöka påverka magistaten. Han tillhörde dock inte längre del ledande oppositionella som 1746 lyckades driva igenom en förändring i stadens styre.
Trots det kom han att på nytt häktas på sekreta utskottets begäran 18 mars 1747. Denna gång dömdes han 28 november till döden, främst på grund av sina uttalanden. Kostnaderna för rättegången skulle tas av hans egendom. Genom Carl Gustaf Tessins yrkande mildrades dock domen till en timme i halsjärn på Göteborgs torg, och en månads fängelse på vatten och bröd följt av livstids fängelse på Marstrands fästning. 6 juli 1748 skickades han till Karlstens fästning, där han till en början behandlades strängt men genom hans hustrus inverkan lyckades dock lindring utverkas. 1752 flyttades Drake till Bohus fästning. Flera nådeansökningar avvisade och först efter slutet av Pommerska kriget frigavs Drake. Som ärelös hade han inte rättighet att utöva borgerlig näring, ett försök återfå sitt burskap avslogs, och kort därefter avled Drake.